# Чурилково (Весьегонский район)
Чурилково — деревня в Весьегонском муниципальном округе Тверской области.

## География
Деревня находится в северо-восточной части Тверской области на расстоянии приблизительно 21 км на юг-юго-восток по прямой от районного центра города Весьегонск на левом берегу речки Ламь.

## История
Возникла между 1682 и 1710 гг. на месте одноименной пустоши усилиями карел, переселившихся сюда из соседних деревень дворцовой карельской Чамеровской волости.
Дворов было 47 (1859), 67 (1889), 83 (1931), 79 (1963), 48 (1993), 38 (2008),. До 2019 года входила в состав Романовского сельского поселения до упразднения последнего.

## Население
Численность населения: 212 человек (1859 год), 250 (1889), 279 (1931), 220 (1963), 114 (1993),, 86 (94 % русские) в 2002 году,76 в 2010.